# Leptoneta olivacea
Leptoneta olivacea là một loài nhện trong họ Leptonetidae.
Loài này thuộc chi Leptoneta. Leptoneta olivacea được Eugène Simon miêu tả năm 1882.